# Jüdischer Friedhof (Strasburg, Uckermark)

Jüdischer Friedhof Strasburg 1880 – Mitte oben – Signatur L, ohne Beschriftung Begr.Pl.

Der Jüdische Friedhof Strasburg in Strasburg (Uckermark), im Landkreis Vorpommern-Greifswald in Mecklenburg-Vorpommern, ist ein geschütztes Baudenkmal.

## Beschreibung
Der Friedhof befindet sich an der Bahnhofstraße am Stadtwald auf dem sogenannten Sinaihügel. Auf dem 500 m² großen Friedhof sind noch 19 Grabsteine vorhanden.
Der Begräbnisplatz ist von einem Drahtzaun umgeben. Jüdische Friedhöfe wurden in den amtlichen Karten als Begräbnisplatz bezeichnet und mit einem L statt einem † signiert. Hier ist im Messtischblatt von 1880 nur eine deutliche Signatur mit L und keine Beschriftung vorhanden. Meistens wurden die Plätze weit außerhalb der Städte angelegt, überwiegend an den Scheunenvierteln oder ähnlichen abgelegenen Orten. Hier in Strasburg ist die Lage zwischen dem christlichen Friedhof und dem Amtsgericht ein seltener Ort. Der alte christliche Friedhof war später aufgelassen worden und wurde als Park gestaltet.

## Geschichte
Der Friedhof stammt laut MTB 1880 aus der Zeit vor 1880. In der NS-Zeit wurde er wohl nicht verwüstet. Ende Juni 2002 wurden auf dem jüdischen Friedhof elf Grabsteine von Unbekannten umgestoßen.